# Environnement au Mexique
L'environnement au Mexique est l'environnement (ensemble des éléments - biotiques ou abiotiques - qui entourent un individu ou une espèce et dont certains contribuent directement à subvenir à ses besoins) du pays Mexique. La biodiversité du Mexique, représentant 10 à 12 % de la biodiversité mondiale connue, en fait l'un des 17 pays mégadivers au monde. C'est ainsi l’un des six pays au monde les plus riches en biodiversité.
Avec près de 120 millions d'habitants en 2014, et une croissance rapide de son économie, ce pays exerce de lourdes pressions sur l'environnement, entraînant une aggravation de la pollution et une surexploitation des ressources naturelles (pétrole, argent...). En 2007, le Mexique était le 11e plus gros émetteur de CO2 au monde, avec environ 1,5 % du total des émissions. Le taux de déforestation a diminué de moitié depuis les années 1990, mais la situation reste préoccupante.
Le territoire est exposé à certains risques tels que les séismes et inondations.
Le Mexique s'est doté, en matière d'environnement, d'un solide cadre juridique et institutionnel. Les moyens restent encore insuffisants (gestion des eaux usées...).

## La biodiversité au Mexique

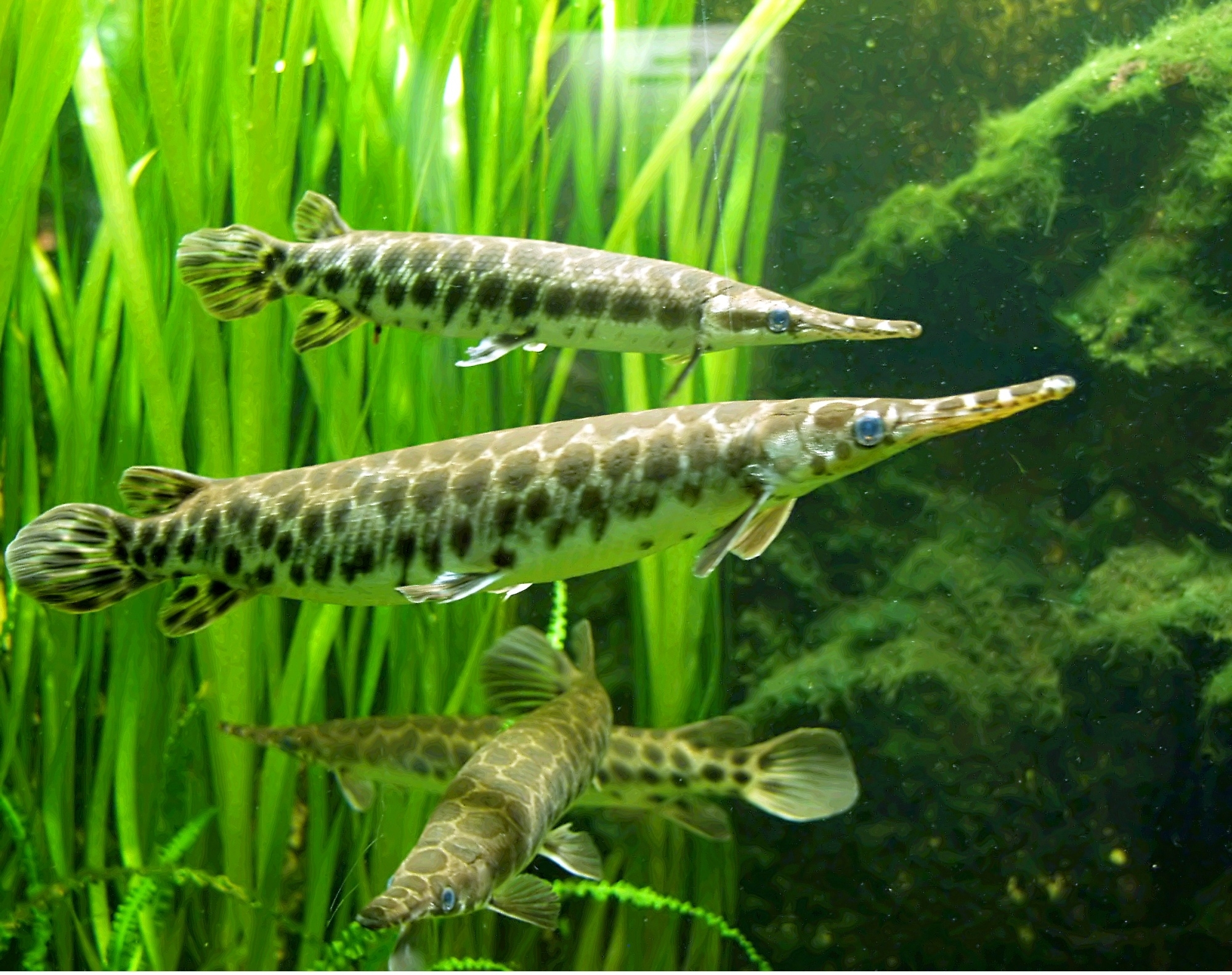
Un Lepisosteus, une des espèces endémiques du Mexique.

Un Jaguar, un mammifère présent au Mexique.

Le Mexique est un des 17 pays mégadivers identifiés en juillet 2000 par le programme des Nations unies pour l'environnement. 

### Milieux
L'altitude maximale du Mexique est de 5 675 m. 
Le climat varie de tropical à désertique, les reliefs sont des montagnes hautes et accidentées, des plaines côtières, un haut-plateau central et un désert. Les milieux sont très diversifiés, et parfois relativement isolés. Le Mexique comprend ainsi plus de 12 000 espèces endémiques.

### Faune et flore

#### Espèces présentes
Avec 200 000 espèces différentes, le Mexique héberge 10 à 12 % de la biodiversité mondiale. C'est l’un des six pays au monde les plus riches en biodiversité. 
C'est un lieu de passage pour les oiseaux migrateurs comme le pélican blanc venant d'Amérique du Nord.

#### Espèces nuisibles
L'abeille africanisée, introduite au Brésil en 1956 a atteint le Mexique en 1985. Très agressive, elle s'est répandue depuis jusqu'en Amérique du Nord et peut chasser les colonies d’abeilles italiennes établies.

### Espaces protégés
C'est l'un des pays au monde qui compte le plus de réserves de biosphère (34). Les parcs nationaux du Mexique sont un ensemble de 66 aires protégées. La Commission Nationale des Aires Naturelles Protégées mexicaine (CONANP) gère 13 % du territoire.

## Impacts sur les milieux naturels

### Activités humaines

#### Industries
L'industrie représente environ un quart du PIB. Le Mexique compte de nombreux groupes dans l'industrie lourde, dans des secteurs comme le ciment, le verre et l’acier. Quelques-uns ont une dimension internationale. 
L'industrie de la bière est également importante.
Il existe également une production automobile et un développement du secteur des nouvelles technologies, gourmandes en ressources rares.

#### Agriculture, pêche et chasse
Le commerce illicite des espèces menacées reste d'actualité, par exemple celui du totoaba, gros poisson rare considéré comme menacé au Mexique, dont la pêche est interdite, et auquel certains chinois attribuent des vertus médicinales - sans preuves scientifiques.

##### Agriculture
Près de 13 % des terres sont cultivables, mais moins de 10 % reçoivent assez de pluie pour être cultivées sans recours à l'irrigation.
Au début des années 1990, les principaux produits agricoles du Mexique étaient le maïs, le blé, l'orge, le riz, le haricot, la pomme de terre, le café, le coton, la canne à sucre, d'autres fruits et végétaux, et des animaux d'élevage. Le pays est le premier producteur mondial d'avocat, dénommé « or vert » du Mexique. De 1985 à 2015, les surfaces plantées ont été multipliées par 4, passant de 31 000 à 118 000 hectares, provoquant une déforestation massive.
Il existe un phénomène de surpâturage.
Le Mexique est un des pays au monde, avec le Japon, le Costa Rica et la Colombie, à utiliser les plus fortes concentrations de pesticides. La production d’aliments biologiques augmente de 20 à 30 % chaque année au Mexique.
Plus de 1,6 milliard d'abeilles sont mortes entre 2015 et 2019 ce qui suscite une vive inquiétude ; l'Université nationale autonome du Mexique qualifie cette situation d'« apocalyptique ». Selon l'ONU, le « taux d'extinction de ces pollinisateurs est aujourd'hui de 100 à 1.000 fois plus élevé que la normale »[réf. souhaitée].

##### Pêche
La pêche menace les marsouins du Pacifique. Ils sont en effet suffisamment petits pour être menacés par les filets maillants utilisés par les pêcheurs dans le golfe de Californie, au nord du Mexique, le seul endroit au monde où cette espèce est présente. Ce type de pêche est illégal depuis longtemps dans la zone où ces mammifères sont encore présents mais, encore en 2022, les interdictions ne sont pas appliquées.

#### Exploitation forestière

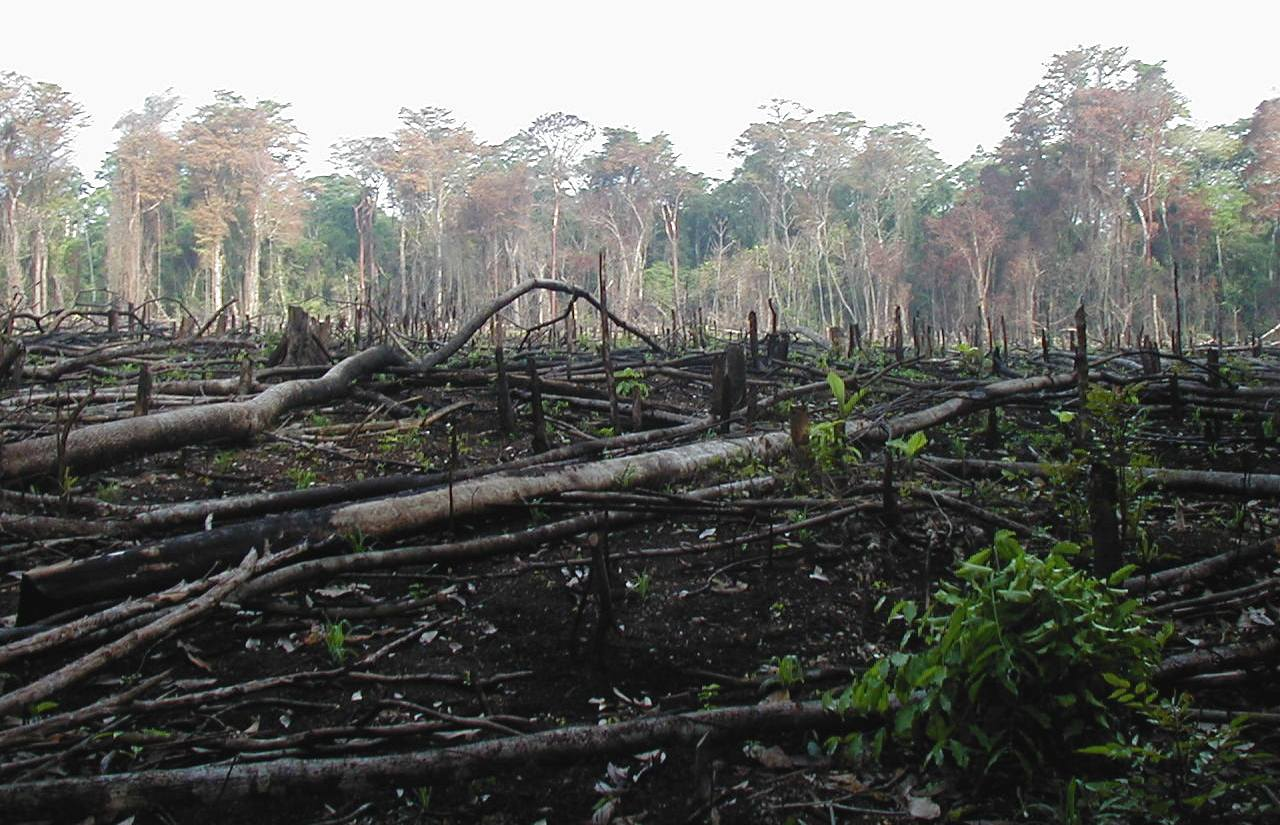
Forêt brûlée pour l'agriculture dans la région du Chiapas dans le Sud du Mexique

Les forêts recouvrent près de 23 % du territoire et produisent des bois de valeur tels que l'acajou, l'ébène, le noyer et le bois de rose. Le déboisement est important (700 000 ha par an entre 1980 et 1990), ce qui ne représente cependant qu'une petite partie des ressources forestières du Mexique. En 2014, la déforestation est estimée à 330 000 hectares par an.
L'augmentation des surfaces destinées à la production d'avocats, qui se fait en partie clandestinement, entraine une déforestation massive, et la disparition de forêt de pins, dont certains endémiques.
En 2022, le Mexique fait partie des 50 États en bonne voie pour mettre fin à la déforestation sur leur territoire d’ici à la fin de la décennie (soit d'ici 2030).

#### Activités tertiaires
Le tourisme est également très développé.

#### Changement climatique
Les effets du changement climatique ont intensifié la propagation du champignon responsable de la rouille du caféier.  En 2014, cette maladie a détruit près de 70 % des récoltes de café au Mexique et en Amérique centrale.

### Sites naturels affectés

#### Le lac Chapala
Le troisième plus grand lac d'Amérique du Sud est menacé par la pollution industrielle, la sécheresse et l'activité agricole.

### Pression sur les ressources

#### Pression sur les ressources non renouvelables
Le Mexique est le 5e producteur mondial de pétrole et le 9e exportateur. La quasi-totalité des exportations de pétrole mexicain se font en direction des États-Unis dont il est le troisième fournisseur. La compagnie d’État Pemex a le monopole de l’exploitation, production, transport et commercialisation du pétrole sur le territoire mexicain. Les ressources financières dégagées par Pemex financent 30 % du budget de l’État. les champs pétrolifères sont situés dans plusieurs États.
Le gaz naturel est également exploité sur le territoire mexicain. 
le Mexique produit de nombreux métaux, principalement de l’argent, dont il est en 2014 le premier producteur mondial. Le Mexique possède 14 % des réserves connues d'argent. Au niveau mondial, la demande croit vite (électricité, électronique, panneaux solaires...). l'épuisement mondial des réserves est estimé entre 2021 et 2039.
Il produit également de la fluorine, du cadmium, de l'arsenic, du plomb, du zinc, du cuivre et du soufre.

### Pression sur les sols et l'eau
Le pays compte 37 régions hydrologiques. Les ressources en eau douce sont rares au Nord. Trois régions risquent de souffrir de pénuries, la région du Rio Bravo, la péninsule de Basse Californie et la vallée de Mexico. Le nombre d'aquifères surexploités a triplé entre 1975 et 2004, passant de 32 à 104,.
Neuf millions de Mexicains vivent sans accès à l’eau potable, dont 5 millions en milieu rural (notamment dans le Guerrero). En 50 ans, la disponibilité de l’eau par habitant au Mexique a chuté de 64 %. En cause, notamment, la libéralisation du marché de l’eau instaurée en 1992. Coca-Cola a ainsi le droit d’extraire 33,7 millions de mètres cubes d’eau par an au Mexique. Le groupe exploite 50 nappes d'eau, dont 15 sont surexploités. L’industrie minière – tout comme l’extraction de gaz et de pétrole – a un impact encore plus important.
Les sols connaissent une érosion étendue, ainsi qu'une désertification.

### Pollutions

#### Les émissions de gaz à effet de serre (GES)
En 2007, le Mexique était le 11e plus gros émetteur de CO2 au monde, avec environ 1,5 % du total des émissions.

#### La pollution de l'air
La qualité de l'air s'est améliorée dans des zones urbaines comme la mégapole de Mexico, qui a longtemps été considérée comme la ville la plus polluée du monde. Les concentrations de dioxyde de carbone et de dioxyde de soufre ont baissé.
Le Mexique reste néanmoins en 2019 le pays le plus pollué d'Amérique latine.

#### La pollution de l'eau
L'eau potable est, dans les années 2000, désinfectée à plus de 95 %.
L'investissement dans les infrastructures hydrauliques représente à peu près la moitié des besoins. 25 % seulement des eaux usées urbaines sont traitées. En 2015, 11 millions d’habitants – dont 7,8 millions en zone rurale – ne sont pas reliés à un système de drainage des eaux usées et d’assainissement.
Les rejets industriels échappent largement au traitement, et le secteur pétrolier est responsable de plus d'un incident de pollution de l'eau par jour en quinze ans. En août 2014, la rupture d'un bassin dans une mine de cuivre a engendré le déversement de 40 000 m3 de sulfate de cuivre dans le fleuve Sonora dans le nord du pays. Ses eaux ont viré à l’orange sur plus de 150 kilomètres. 20 000 habitants ont été privés d’eau, des dizaines d’autres sont tombés malades.

#### La gestion des déchets
Au Mexique, seulement 20 % des déchets recyclables sont récupérés pour être recyclés. Le Mexique est le premier pays consommateur d'eau en bouteille au monde en 2015, et de coca-cola, ce qui génère une quantité importante de déchets.

### Impacts de l'urbanisation

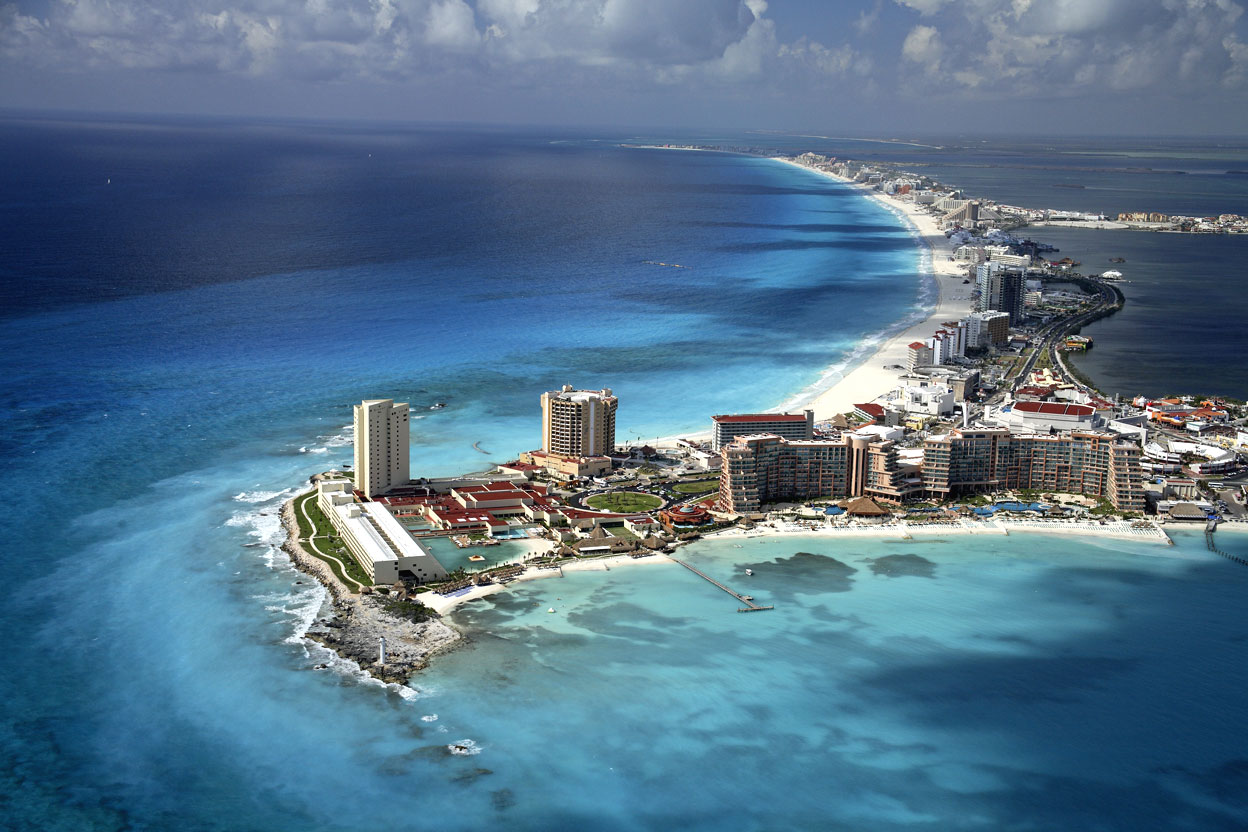
Urbanisation du littoral à Cancún (Mexique, 2008)

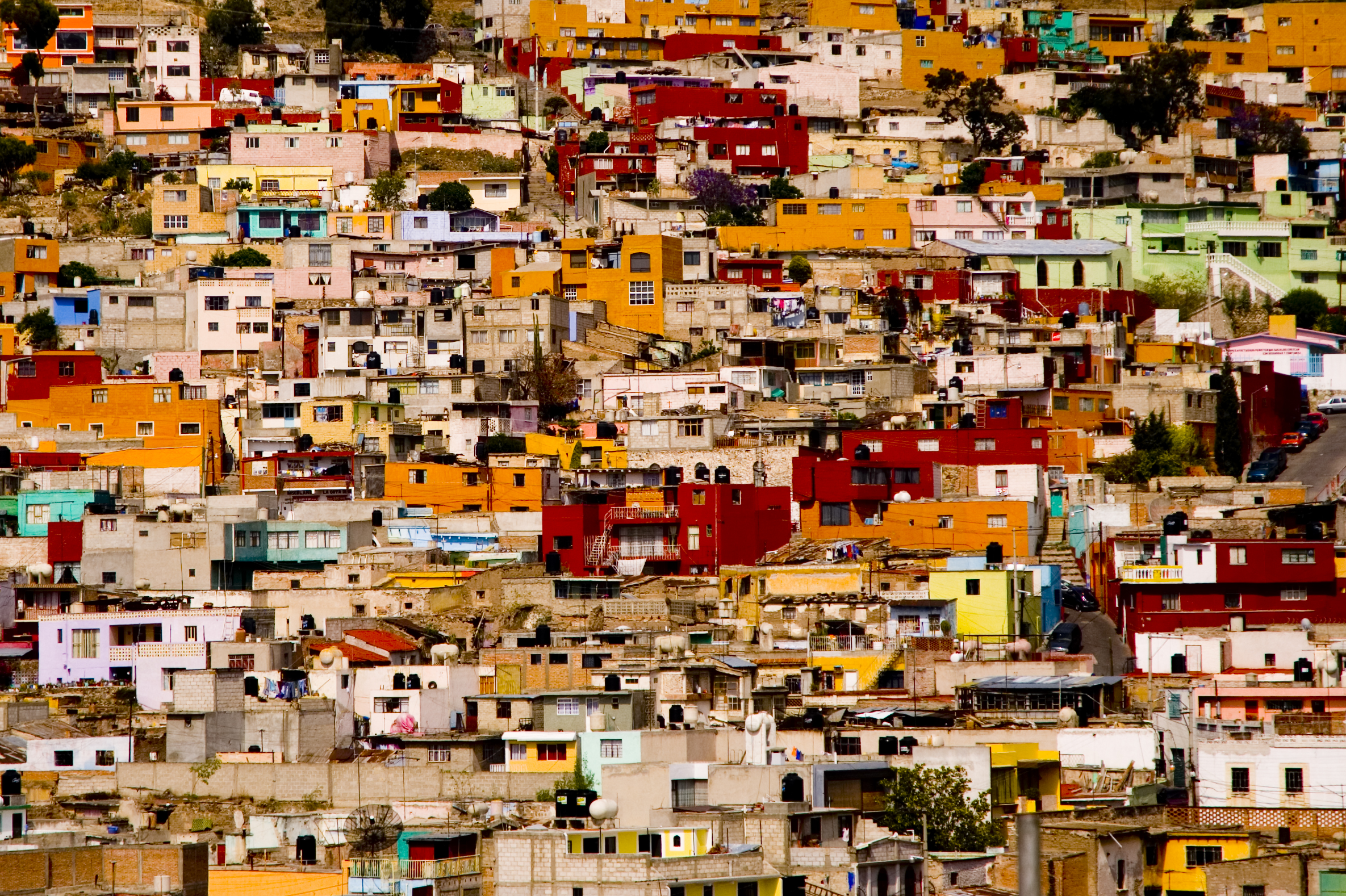
Vue d'un quartier de Pachuca (Mexique).

Au début du XXe siècle, près de 90 % de la population vivait dans les zones rurales. Le Mexique a ensuite connu un fort exode rural. Lors du recensement de 1960 la population urbaine devient majoritaire pour la première fois avec 50,6 % de la population mexicaine vivant dans les villes et grandes agglomérations.
Le Mexique comptait 11 villes de plus d'un million d'habitants en 2010. Plus de 20 millions d'habitants occupent la mégalopole de Mexico, deuxième plus peuplée au niveau mondial fin 2012, après celle de Tokyo, et 12e en 2015. L'aire urbaine correspondante est la 2e plus importante au niveau mondial.

## L'exposition aux risques
Le Mexique est fortement exposé à de multiples aléas naturels : inondations, tempêtes, incendies, glissements de terrain, séismes...
Il existe un risque de tsunamis le long de la côte de l'Océan Pacifique, de volcanisme et séismes destructeurs dans le centre et le Sud, et d'ouragans sur les côtes du Pacifique, du Golfe du Mexique et des Caraïbes

### Canicules et sécheresses
A partir de la mi-mars 2024, les vagues de chaleur historiques se succèdent et l’eau est rationnée au Mexique. Les canicules provoquent le décès d'une cinquantaine de personnes et assèchent les cultures. Plus de 150 000 têtes de bétail sont sacrifiées faute d'eau ou d'aliment pour les nourrir, ce qui augmente la pénurie de produits alimentaires. Plus de 3 millions de tonnes de maïs sur les 27 prévues sont déjà perdues.

### Catastrophes naturelles
- En 1735 et 1736, des catastrophes s'abattirent sur le Mexique ; inondations et épidémies causèrent la mort des deux tiers de la population indigène de Mexico.
- En 1932, un séisme d’une magnitude de 8,4 sur l’échelle de Richter se produit.
- Le 19 septembre 1985, au Mexique, un séisme toucha la capitale Mexico et fit environ 10 000 victimes[23].
- Le vendredi 8 septembre 2017, le Mexique est frappé par un séisme d’une violence historique, de 8,2 sur l’échelle de Richter. Depuis 85 ans, le pays n’avait pas connu un séisme d’une telle violence qui a fait, en province, au moins 64 morts et des centaines de blessés[24]. Treize jours plus tard, le tremblement de terre du 19 septembre 2017, d’une magnitude 7,1, au centre du pays (dans l'état de Puebla), fait plus de 248 morts.

## Politique environnementale au Mexique
Le Mexique n'était pas concerné par le Protocole de Kyoto. La Conférence de Copenhague de 2009 sur le climat est l'occasion de renégocier un accord international sur le climat remplaçant le protocole de Kyoto. Les pays émergents sont alors intégrés au processus.
Le développement durable fait partie des objectifs explicites du Plan de développement national. Le Mexique a voté une loi sur le changement climatique en 2012.
Une décentralisation de la gestion de l'eau a été mise en place, avec notamment la création de conseils de bassin, le transfert de l'administration des districts d'irrigation aux associations d'usagers, et les mesures prises pour aider les municipalités à mettre en place des infrastructures hydrauliques. Un travail est également mené sur la gestion des déchets dangereux. L'épuration des eaux usées est encore trop partielle et nécessite plus de financements.
Pour lutter contre la déforestation, les Indiens Zapotèques d’Ixtlán ont obtenu le droit de gérer leur forêt (19 000 hectares) au niveau communautaire, et ont mis en place une exploitation durable et une protection de celle-ci.

### Évaluation environnementale globale
En 2015, l'organisation Global Footprint Network (GFN) indique que le Mexique a un déficit écologique. La biocapacité par personne s'élève à environ 1,17 hag (hectare global par habitant), l'empreinte écologique par personne à environ 2,4 hag. C'est notamment le bilan carbone qui est environ trois fois supérieur à la capacité forestière.
Les couvertures naturelles végétales du pays ne couvrent plus que 54 % de leurs superficies originales. Les principales causes de la dégradation des écosystèmes sont la déforestation, la surexploitation et la pollution, l’introduction d’espèces invasives et le changement climatique.
Le jour du dépassement (date de l’année, calculée par l'ONG américaine Global Footprint Network, à partir de laquelle l’humanité est supposée avoir consommé l’ensemble des ressources que la planète est capable de régénérer en un an) du pays est le 17 août.